# Birdschand (Verwaltungsbezirk)
Birdschand (persisch شهرستان بیرجند) ist ein Schahrestan in der Provinz Süd-Chorasan im Iran. Er enthält die Stadt Birdschand, welche die Hauptstadt des Verwaltungsbezirks ist.

## Demografie
Bei der Volkszählung 2016 betrug die Einwohnerzahl des Schahrestan 261.324. Die Alphabetisierung lag bei 91 Prozent der Bevölkerung. Knapp 78 Prozent der Bevölkerung lebten in urbanen Regionen.
| Zensusjahr | Einwohnerzahl |
| ---------- | ------------- |
| 2011       | 230.487       |
| 2016       | 261.324       |